# Gold filled
Il termine gold filled identifica i gioielli, in genere provenienti dagli Stati Uniti, che riportano sul retro la composizione 14K 1/20 G.F.
Questo vuol dire che sulla superficie dell'oggetto è presente uno strato di oro a 14 carati che va da un minimo del 5% ad un massimo del 20% del peso dell'oggetto.
Questo materiale è costruito pressando uno strato consistente di lega d'oro su una base metallica, non ancora lavorata, in modo tale che i gioielli mantengano molto più a lungo, anche per decenni, la loro finitura, proprio perché la finitura dorata è molto più spessa: da 50 a 100 volte quella di una placcatura normale.
I gioielli gold filled hanno una storia antica, risalente a prima dell'inizio del secolo scorso, ed è stato anche un tipo di finitura molto utilizzato in Italia fino alla Seconda Guerra Mondiale, al punto che in Italia si conosce anche come "oro antico".